# Familia Visconti

Stema familiei Visconti din 1395 (cu coroana așezată deasupra șarpelui)

Visconti este numele uneia dintre marile familii nobiliare italiene care a condus mult timp Milano și Lombardia și care pretindea că descinde din Desiderius, ultimul rege al longobarzilor. În secolul al XI-lea familia Visconti deținea domenii la Lacul Como și Lacul Maggiore. În 1277 și 1281 ghibelinii i-au învins pe guelfii care controlau Milano, (familia Della Torre, care s-a întors în anii 1302–1311) și au condus orașul în calitate de podestați și seigneuri. Din 1395 au fost duci de Milano și de Lombardia. În 1447 a murit ultimul membru al familiei Visconti din linia masculină, Filippo Maria, iar Ducatul de Milano a fost preluat de ginerele acestuia care aparținea familiei Sforza și care a preluat titlul de Duce de Milano până în 1535. Stema familiei (conținând simbolul heraldic denumit biscione) a devenit în secolele al XIV-lea și al XV-lea simbolul orașului Milano și al Lombardiei. Ramuri secundare ale familiei există și în prezent.

## Istorie

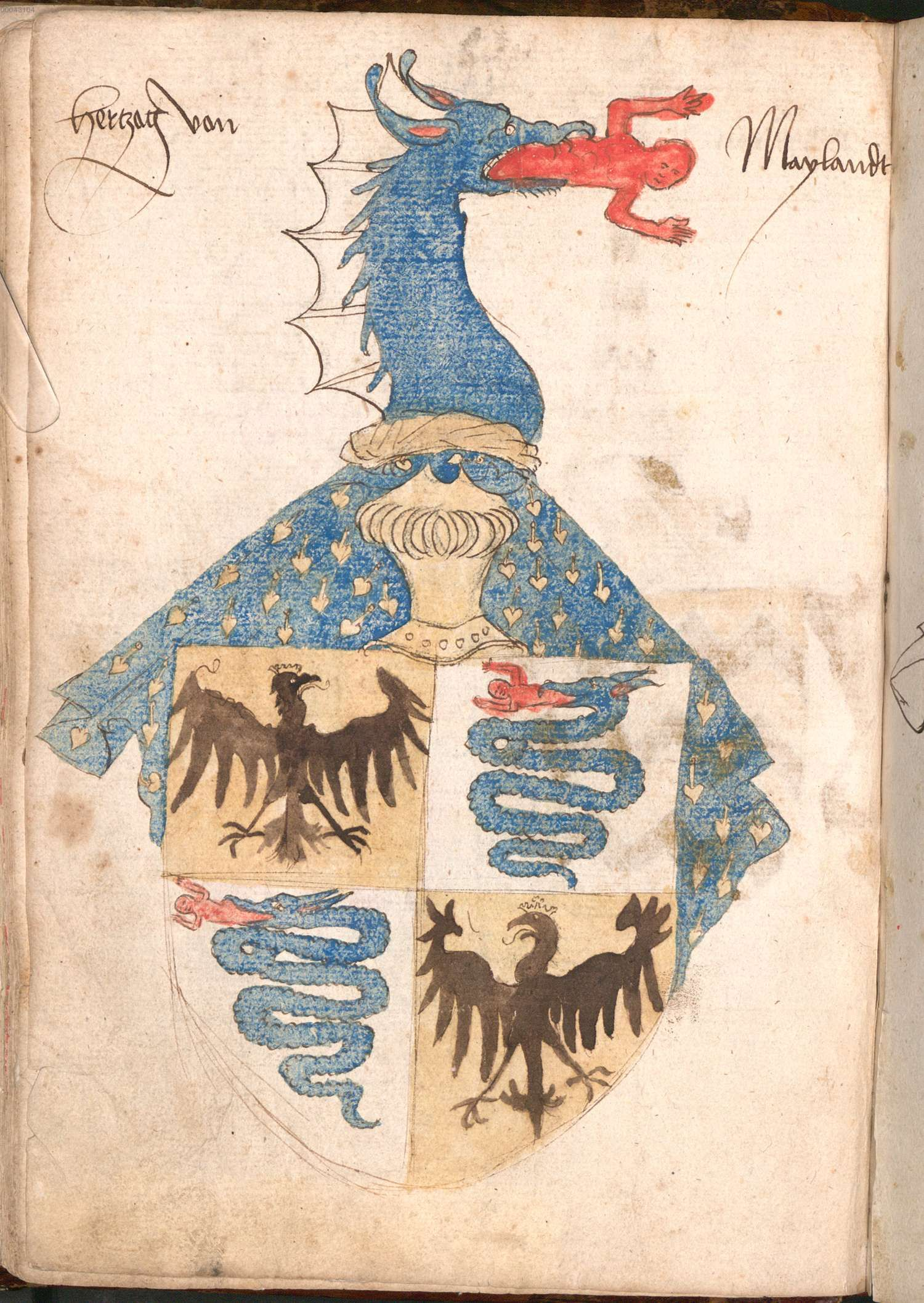
Stema familiei Visconti care include vulturul imperial

Stema familiei Visconti din 1277 (reprezentând nașterea omului dintr-un șarpe)

Gian Galeazzo Visconti, primul Duce de Milano (titlu creat la sfârșitul secolului al XIV-lea) a comandat o genealogie care începea de la conții de Angera, despre care se spune că papa Grigore I cel Mare le-ar fi acordat în anul 606 câteva domenii, inclusiv Milano și Monza. În 1397, cu ajutorul acestei genealogii create, Gian Galeazzo a reușit să-l convingă pe regele romano-german Venceslau să-l ridice la rang nobiliar și să-i acorde titlul de Conte de Angera.
Primii membri ai familiei care sunt verificabili:
- Ottone Visconti, atestat în 1065, fiu al unui anumit Eriprando;
- Anselmo Visconti, atestat în 1065, trimis papei de Arhiepiscopul de Milano (Guido da Velate) în 1067;
- Ottone Visconti (d. 1111, Roma) a fost partizanul lui Henric al V-lea în tumultul din jurul încoronării sale ca împărat, oponent al arhiepiscopului de Milano, Pietro Grozzolano;
- Guido Visconti, fiul lui Ottone, a primit în 1134 Massino din provincia piemonteză Novara de la starețul Mănăstirii Sf. Gallen;
- Teobaldo Visconti (1210–1276) din Piacenza, între 1271 și 1276 a fost papă sub numele Grigore al X-lea (nu are legătură cu familia Visconti din Milano).

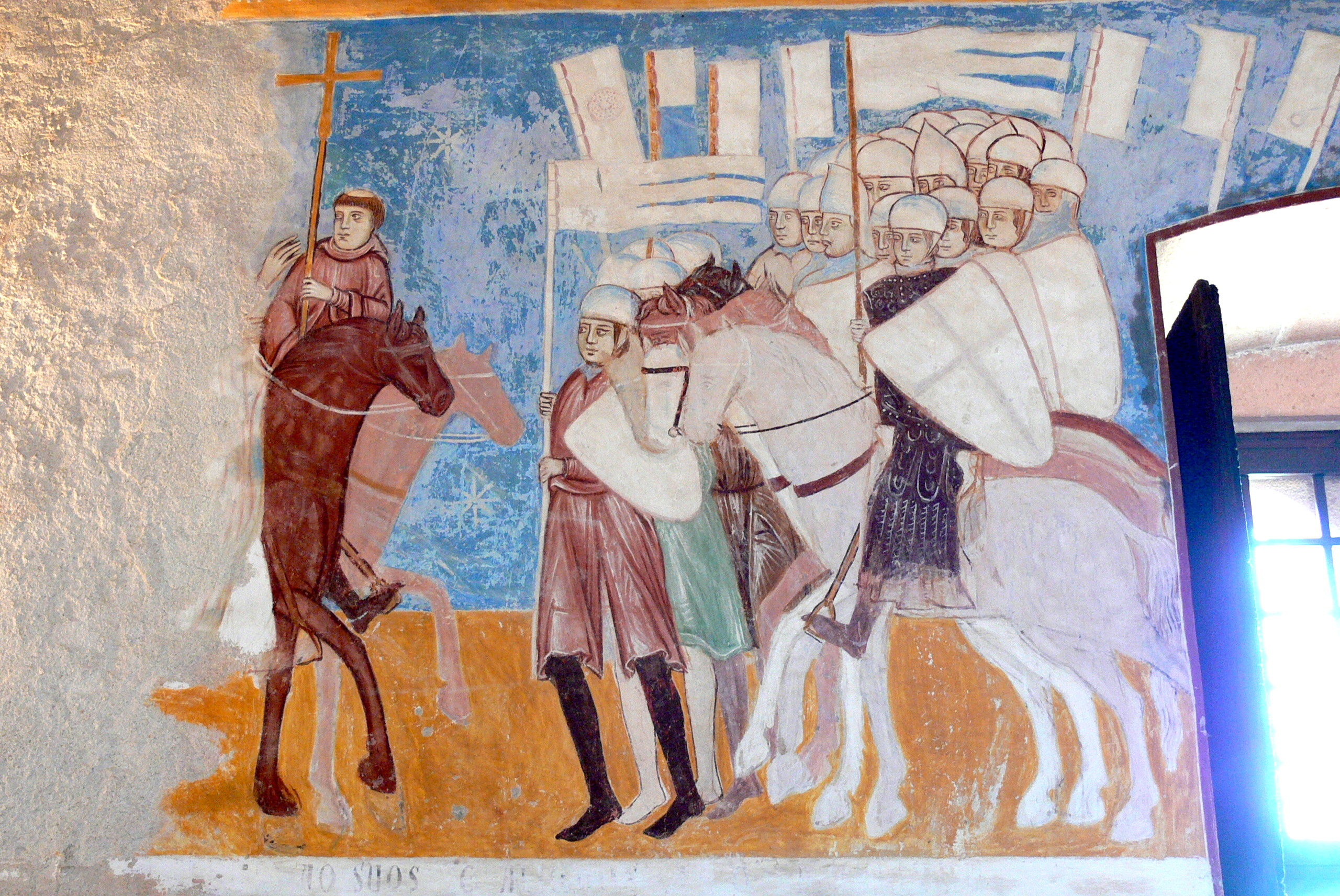
Arhiepiscopul Ottone Visconti alături de armata sa (frescă, Castelul Angera, 1277)

### Arhiepiscopul Ottone Visconti (1207–1295)
Existența familiei Visconti poate fi dovedită încă de la mijlocul secolului al XI-lea. Fiind activă politic în Milano, familia a ajuns la putere abia după aproximativ 200 de ani. Ottone Visconti (1207–1295), un canonic din Desio, a pus bazele averii familiei atunci când papa Urban al IV-lea (1261–1264) l-a numit Arhiepiscop de Milano în 1262 în calitate de lider al ghibelinilor. Familia Della Torre, conducători ai Guelfilor care controlau, de asemenea, la acea vreme orașul, s-a opus și abia după victoria de la Desio în 1277, Ottone a reușit să–și ia în stăpânire eparhia și să se impună. El l-a închis pe capul familiei Della Torre, Napoleone, îndreptându-și apoi eforturile spre viitorul lui Matteo, nepotul său.

### Matteo I Visconti (1250–1322)

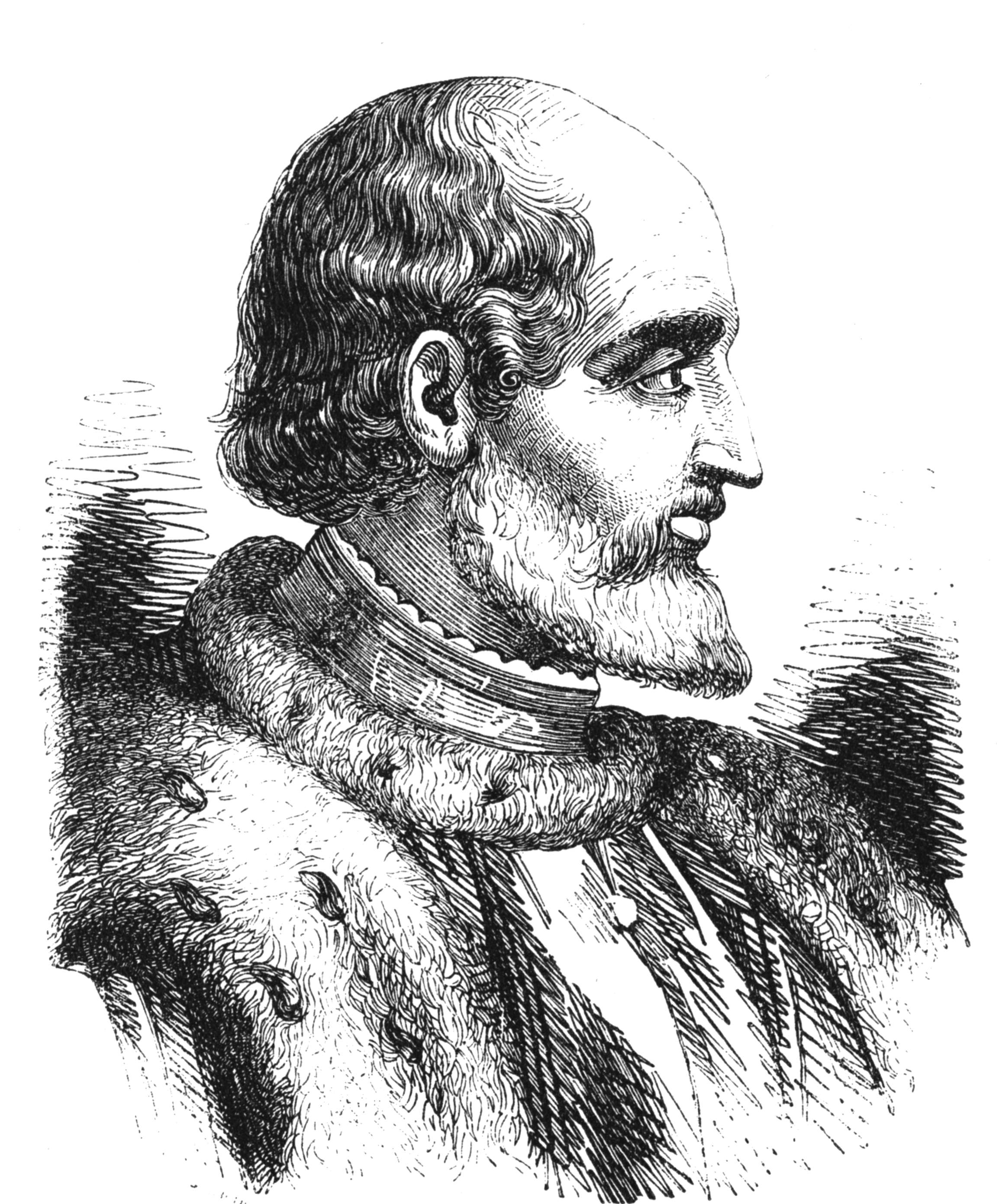
Portretul lui Matteo I Visconti (gravură pe cupru, sec. al XIX-lea)

Matteo I Visconti i-a succedat unchiului său ca lider politic în Milano și, deși rebeliunea familiei Della Torre din 1302 l-a forțat să fugă la Verona, loialitatea sa fermă față de cauza imperială în Italia i-a câștigat recunoștința regelui romano-german Henric al VII-lea (împărat între 1308 și 1313), care i-a asigurat restabilirea puterii în Milano în 1311 și funcția de vicar imperial al Lombardiei. Cu toate acestea, Henric al VII-lea pare să fi nu fi avut încredere deplină în Matteo, deoarece acesta își urmărea în primul rând propriul obiectiv de a scăpa de concurenta familie Della Torre. Matteo a reușit să aducă sub conducerea sa Piacenza, Tortona, Pavia, Bergamo, Vercelli, Cremona si Alessandria. Deși era un militar abil, pentru a obține noi posesiuni el s-a bazat mai mult pe diplomație și pe acordarea de recompense financiare, fiind considerat un despot italian precaut. Politica sa ghibelină constantă și disputa cu papa Ioan al XXII-lea (1316–1334) privind ocuparea episcopiei din Milano i-a adus în 1322 excomunicarea pronunțată de legatul papal Bertrand du Pouget. Matteo a abdicat în favoarea fiului său, Galeazzo, și a murit pe 24 iunie în același an la Crescenzago. În afară de Galeazzo, el a lăsat în urmă încă patru fiii: Marco, Lucchino, Giovanni și Stefano.

### Galeazzo I Visconti (1277–1328)
Galeazzo I Visconti a condus Milano între 1322 și 1328. În 1324, cu sprijinul împăratului Ludovic al IV-lea, a învins la Vaprio pe valea râului Adda, armata trimisă de papalitate împotriva sa. Bănuindu-l că ar fi încheiat pace cu Biserica, în 1327 împăratul l-a închis pe Galeazzo la Monza. El a fost eliberat doar datorită intervenției prietenului său, condotierul Castruccio Castracani. Fiul său, Azzone, rezultat din căsătoria cu Beatrice d'Este, l-a succedat în 1328. Fratele său, Marco, comandantul unei armate germane care a cucerit Pisa și Lucca, a murit în 1329.
Azzone Visconti (1302–1339) a cumpărat titlul de vicar imperial pentru suma de 25 000 de florini de la același împărat care îl întemnițase pe tatăl său, Galeazzo. Azzone a cucerit zece orașe, l-a ucis pe unchiul său, Marco, în 1329, a înăbușit o revoltă a vărului său, Lodrisio, a reorganizat administrarea posesiunilor, a construit turnul octogonal San Gottardo și a lăsat moștenire Milano unchilor săi, Lucchino și Giovanni.

### Luchino Visconti (1292–1349)

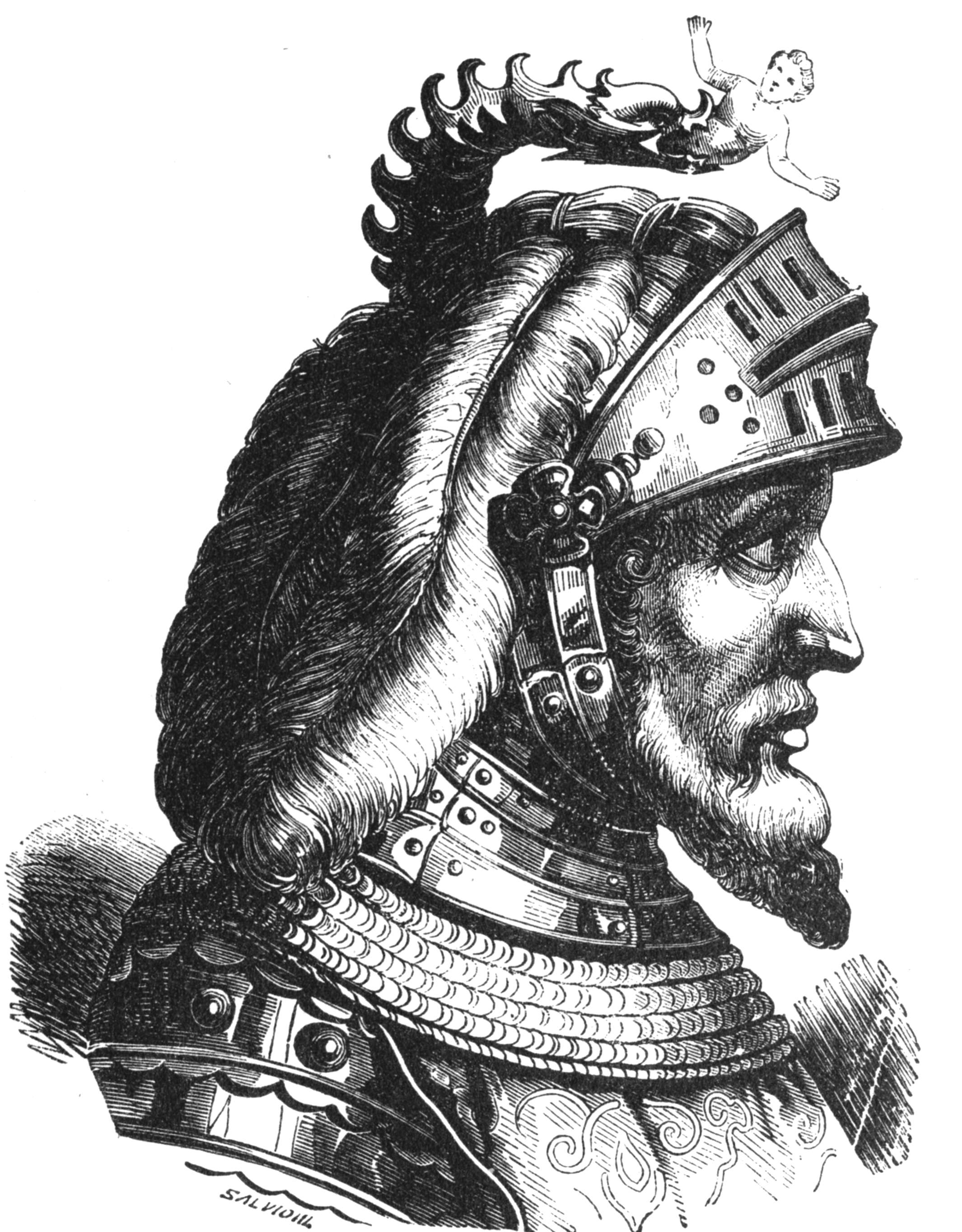
Luchino Visconti (gravură pe cupru)

Luchino Visconti a făcut pace cu Biserica în 1341, a cumpărat Parma de la Obizzo al III-lea d'Este și a suspus orașul Pisa. Deși avea talent militar și era un conducător capabil, fiind un individ gelos stăpânit de cruzime, a fost otrăvit în 1349 de soția sa, Isabella Fieschi. Fratele său, Giovanni Visconti, arhiepiscop de Milano și conducător al orașului între 1349 și 1354, a fost unul dintre personajele marcante ale timpului său. L-a susținut pe Francesco Petrarca, a adus Bologna sub puterea familiei Visconti în 1350, s-a opus papei Clement al VI-lea și a anexat Genova în 1353. La moartea sa pe 5 octombrie 1354 stăpânirea familiei cuprindea întregul nord al Italiei (excluzând Piemontul, Verona, Mantua, Ferrara și Veneția). Familia Visconti nu mai era rivala familiei Della Torre din vremea arhiepiscopului Giovanni Visconti și nici dependentă de capriciile imperiale, membrii ei fiind conducători suverani autentici cu putere recunoscută asupra orașului Milano și a împrejurimilor sale. La moartea lui Giovanni, posesiunile au fost împărțite între cei trei fii ai fratelui său, Stefano: Matteo al II-lea, Galeazzo al II-lea și Bernabò.

### Matteo al II-lea Visconti (1319–1355)

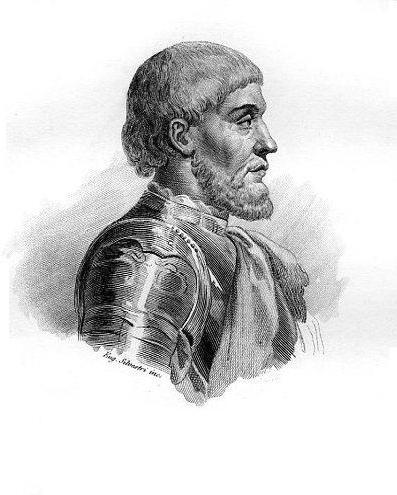
Matteo al II-lea Visconti (gravură pe oțel, sec. al XIX-lea)

Matteo al II-lea Visconti a cârmuit Bologna, Lodi, Piacenza și Parma; la moartea sa în 1355 se presupune că a fost asasinat din ordinul fraților săi, care ulterior au condus posesiunile familiei în comun.

### Galeazzo al II-lea Visconti (1320–1378)
Galeazzo al II-lea Visconti a avut reședința la Pavia și a fost un diplomat talentat, susținător al lui Petrarca și fondator al Universității din Pavia. El a căsătorit-o pe fiica sa, Violante, cu Lionel de Antwerp, ducele de Clarence, fiul regelui Eduard al III-lea al Angliei, acordându-i o zestre de 200 000 de florini de aur. Fiul său, Gian Galeazzo, s-a căsătorit cu Isabela, fiica regelui Ioan al II-lea al Franței. A murit în 1378.

### Bernabò Visconti (1323–1385)
Bernabò Visconti a avut reședința la Milano și a fost implicat constant în războaie. A perceput taxe foarte mari pentru a acoperi costurile războaielor. S-a opus papei Inocențiu al VI-lea și papei Urban al V-lea care au inițiat o cruciadă împotriva lui. A luptat, de asemenea, împotriva împăratului Carol al IV-lea care i-a retras feudele. După moartea fratelui său el a încercat să preia singur puterea, dar a fost ucis de tânărul său nepot, Gian Galeazzo în 1385.

### Gian Galeazzo Visconti (1351–1402)

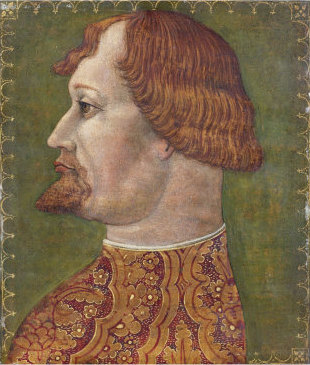
Gian Galeazzo Visconti (1351–1402)

Gian Galeazzo Visconti, cel mai puternic dintre membrii familiei Visconti, a cârmuit Milano împreună cu unchiul său, Bernabò, după moartea tatălui său în 1378; a preluat toate posesiunile familiei după ce l-a capturat și ucis pe unchiul său, Bernabò, în 1385. El a fondat Catedrala din Milano, a construit Mănăstirea Certosa di Pavia și podul peste râul Ticino în Pavia, a promovat Universitatea din Pavia, a cărei bibliotecă a fondat-o, și a restaurat Universitatea din Piacenza. A fost un conducător abil și un administrator excelent, fiind considerat unul dintre cei mai bogați prinți ai timpului său. Cu intenția de a-și extinde posesiunile în tot Regatul Italiei, el a cucerit Verona în 1387 și Padova, cu ajutorul Veneției, în anul următor. S-a îndreptat cu succes împotriva cârmuitorilor din Mantua și Ferrara și, ulterior, când toată Lombardia îi aparținea, împotriva Toscanei. În 1399 a cumpărat Pisa și a confiscat Siena. Regele romano-german Venceslau a creat pentru el titlul de Duce de Milano în 1395 în schimbul sumei de 100 000 de florini. În același an i-a dat titlul de Conte de Pavia și în 1397 titlul de Duce de Lombardia, refuzând să participe la campaniile militare îndreptate împotriva lui. Gian Galeazzo a cucerit Perugia, Assisi, Lucca și Bologna și a asediat Florența. A murit pe 3 august 1402 de ciumă la vârsta de 55 de ani. Fiii săi, Giovanni Maria și Filippo Maria, erau încă minori la acea vreme și au intrat sub protecția condotierului Facino Cane. Majoritatea teritoriilor cucerite de el au fost pierdute ulterior în favoarea egoiștilor săi generali.

### Filippo Maria Visconti și Giovanni Maria Visconti

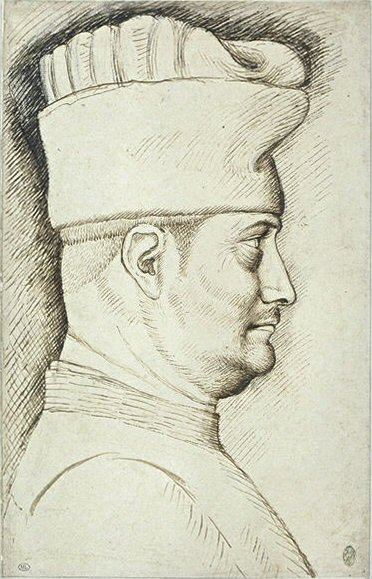
Filippo Maria Visconti (1392–1447)

Giovanni Maria Visconti (1328–1412) a fost proclamat Duce de Milano în 1402. Cruzimea de care a dat dovadă a fost considerată afecțiune psihică; a fost ucis de ghibelini în 1412. Filippo Maria Visconti (1392–1447), regent nominal al Paviei din 1402, i-a succedat ca duce. Crud și extrem de sensibil la propria urâțenie, el nu a fost niciodată un mare politician, limitându-se să lase condotieri puternici precum Francesco Bussone, Niccolò Piccinino și Francesco Sforza să conducă Lombardia. Prin căsătoria cu nefericita văduvă a condotierului Facino Cane, Beatrice de Tenda (1372–1418), a primit aproape jumătate de milion de florini. A murit în 1447 fiind ultimul Visconti pe linie masculină. A fost succedat în Ducatul de Milano în 1450, după o scurtă existență a Republicii Ambrosiene, de Francesco I Sforza care se căsătorise în 1441 cu fiica sa, Bianca Maria (1424–1468).

## Arborele genealogic al familiei Visconti (conducătorii pe linie masculină)
O genealogie coerentă a familiei Visconti a apărut la mijlocul secolului al XIII-lea.
Numele marcate în lista de mai jos indică membrii familiei care au fost cârmuitori în Milano purtând diferite titluri.
Uberto Visconti (d. 1249);

Harta Regatului Italiei în 1402 la moartea ducelui Gian Galeazzo Visconti (Ducatul de Milano - culoarea albă)

1. Ottone (n. 1207 – d. 1295), arhiepiscop de Milano în 1262 ; a preluat puterea în 1277;[2]
2. Obizzo, atestat documentar în 1258/1259 și în 1263 în calitate de consul iustitiae în Milano;
  1. Teobaldo (ucis în 1276 la Gallarate), căsătorit cu Anastasia Pirovano;
    1. Matteo I (n. 1250, Invorio – d. 1322, Crescenzago), seigneur în Milano (1291–1302 și 1317– 1322) și vicar imperial al Lombardiei în 1294; căsătorit cu Bonacosa Borri (d. 15 ianuarie 1321), fiica lui Squarcino Borri;[4]
      1. Galeazzo I (n. 1277 – d. 1328, Pescia), conducător în Milano, (Matteo I, care îi cedase puterea în 1320, fusese închis în 1327 de împăratul Ludovic al IV-lea)
        1. Azzone (n. 1302, Ferrara – d. 1339) seigneur în Milano din 1330 până în 1339; el a adăugat posesiunilor Bergamo, Plaisance, Brescia și în 1329 și a obținut de la împărat titlul de Vicar imperial pentru Milano;

      2. Luchino (n. 1292 – d. 1349) a condus Milano între 1339 și 1349; a anexat Parma, Locarno și Alexandria;
      3. Giovanni (n. 1290 – d. 1354), seigneur în Milano; a anexat Bologna și a fost protectorul lui Petrarca; posesiunile au fost împărțite între trei nepoți ai săi;
      4. Stefano (n. 1288 – d. 1327), căsătorit în 1318 cu Valentina Doria, fiica lui Bernabò Doria;
        1. Mateo al II-lea (n.c. 1319 – d. 1355) ; asasinat de frații săi;
        2. Galeazzo al II-lea (n.c. 1320 – d. Pavia în 1378);
          1. Gian Galeazzo (n. 1351 – d. 1402, Melegnano) i-a succedat lui Bernabò și a anexat Vicenza, Verona, Padova și Bologna; a primit titlul de Duce de Milano în 1395 și de Duce de Lombardia în 1397;
            1. Valentina (n. 1368 – d. 1408) a fost Contesă de Vertus și soție a lui Ludovic de Orléans;
            2. Giovanni Maria (n. 1389 – d. 1412); a împărțit conducerea ducatului cu fratele său Filippo Maria;
            3. Filippo Maria (n. 1392 – d. 1447) a fost urmașul lui Gian Galeazzo împreună cu fratele său Giovanni Maria; a lăsat moștenire ducatul fiicei sale naturale, Bianca Maria;
              1. Bianca Maria (n. 1424 – d. 1468), căsătorită cu Francesco I Sforza;

        3. Bernabò (n. 1323, Milano – d. 1385, Trezzo sull'Adda), nepotul lui Gian Galeazzo pe care probabil acesta l-a otrăvit:
          1. Valentina (n. 1361 – d. 1393), soția lui Petru al II-lea, regele Ciprului;
          2. Taddea (n.c. 1351 – d. 1381) căsătorită în 1364 cu Ștefan al III-lea, Duce de Bavaria-Ingolstadt; a fost mama Isabelei de Bavaria, regina Franței.
          3. Riccarda, căsătorită cu Bernardon de la Salle, seigneur francez.

## Galerie de imagini

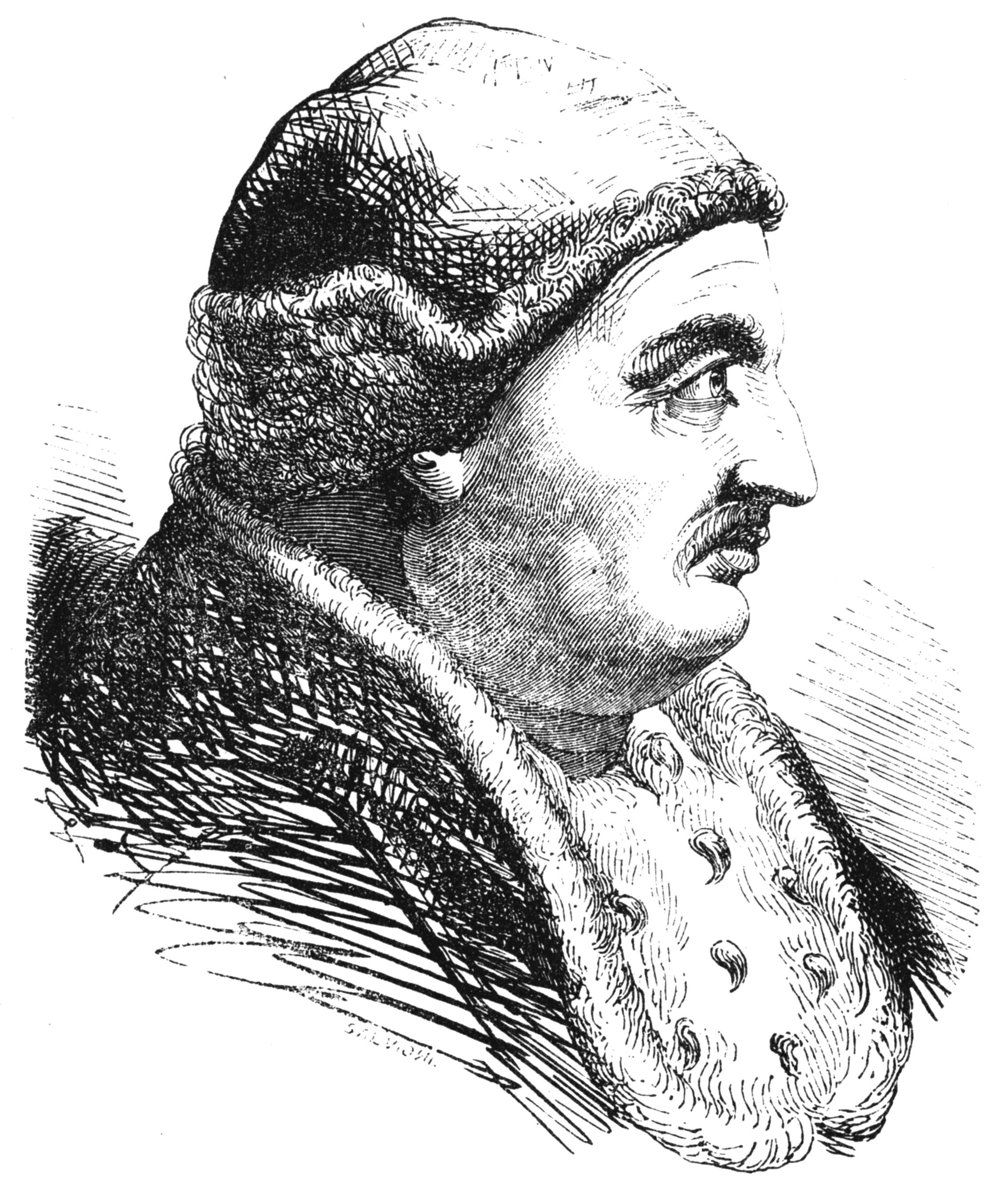
Ottone
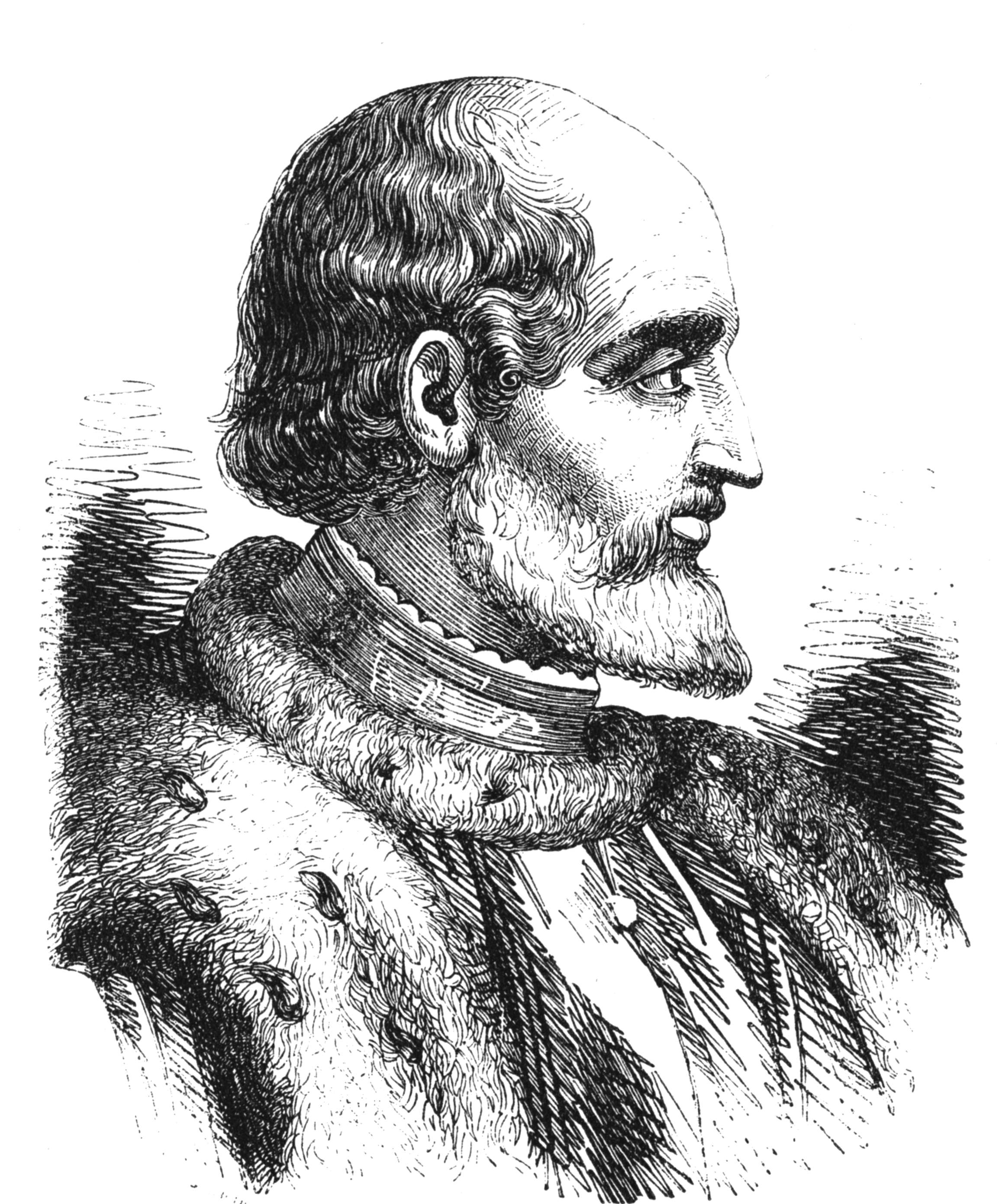
Matteo I
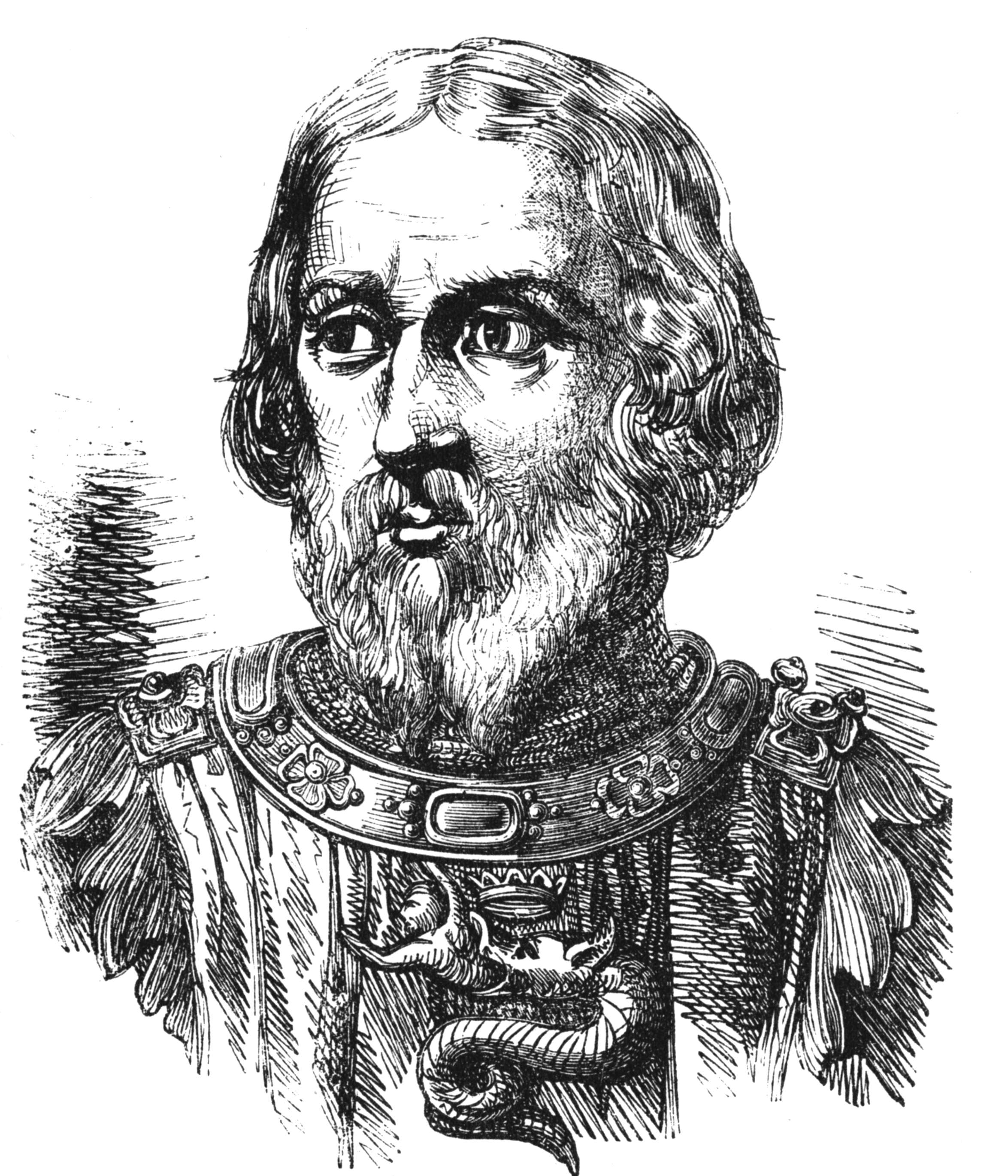
Galeazzo I
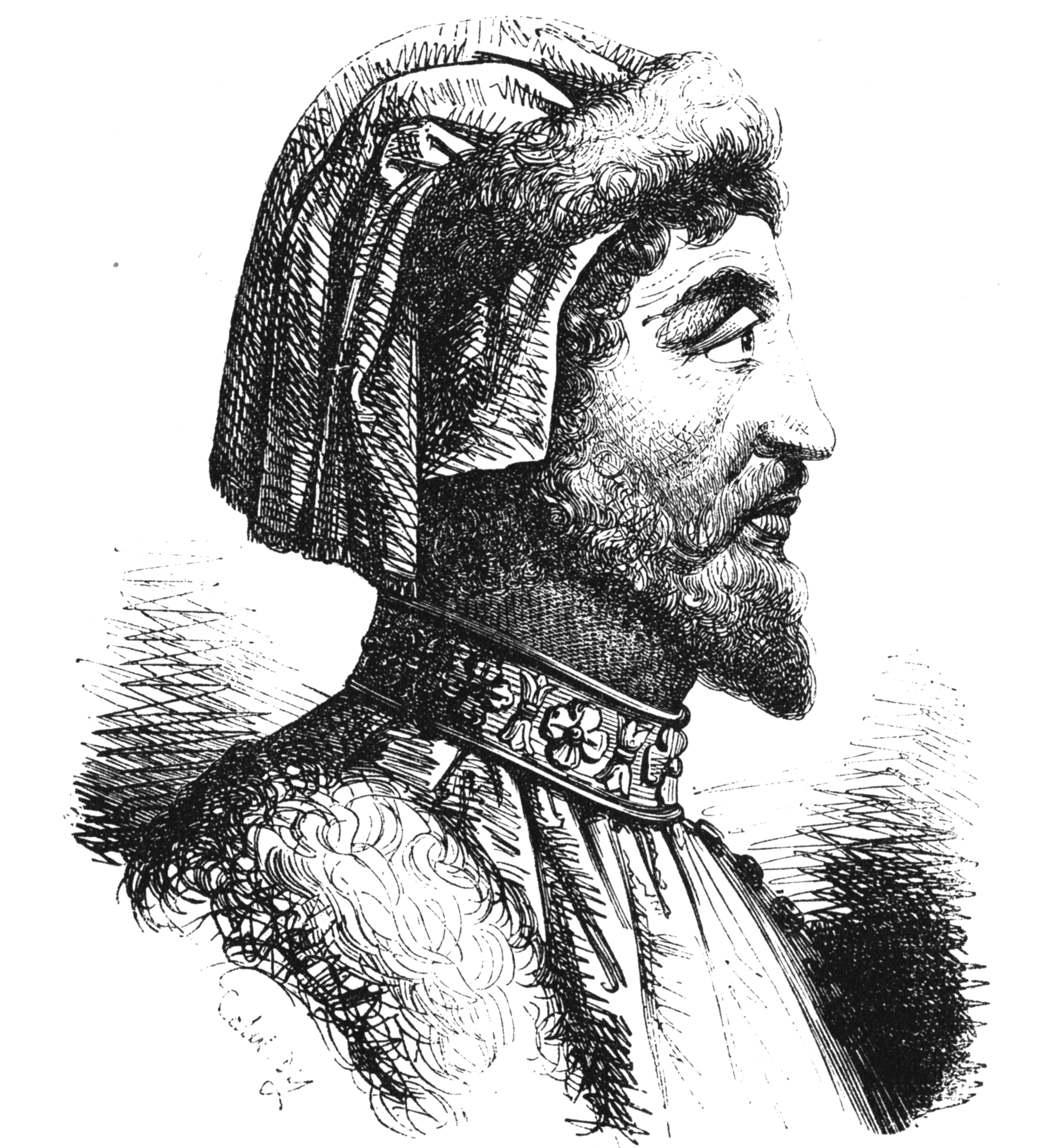
Azzone
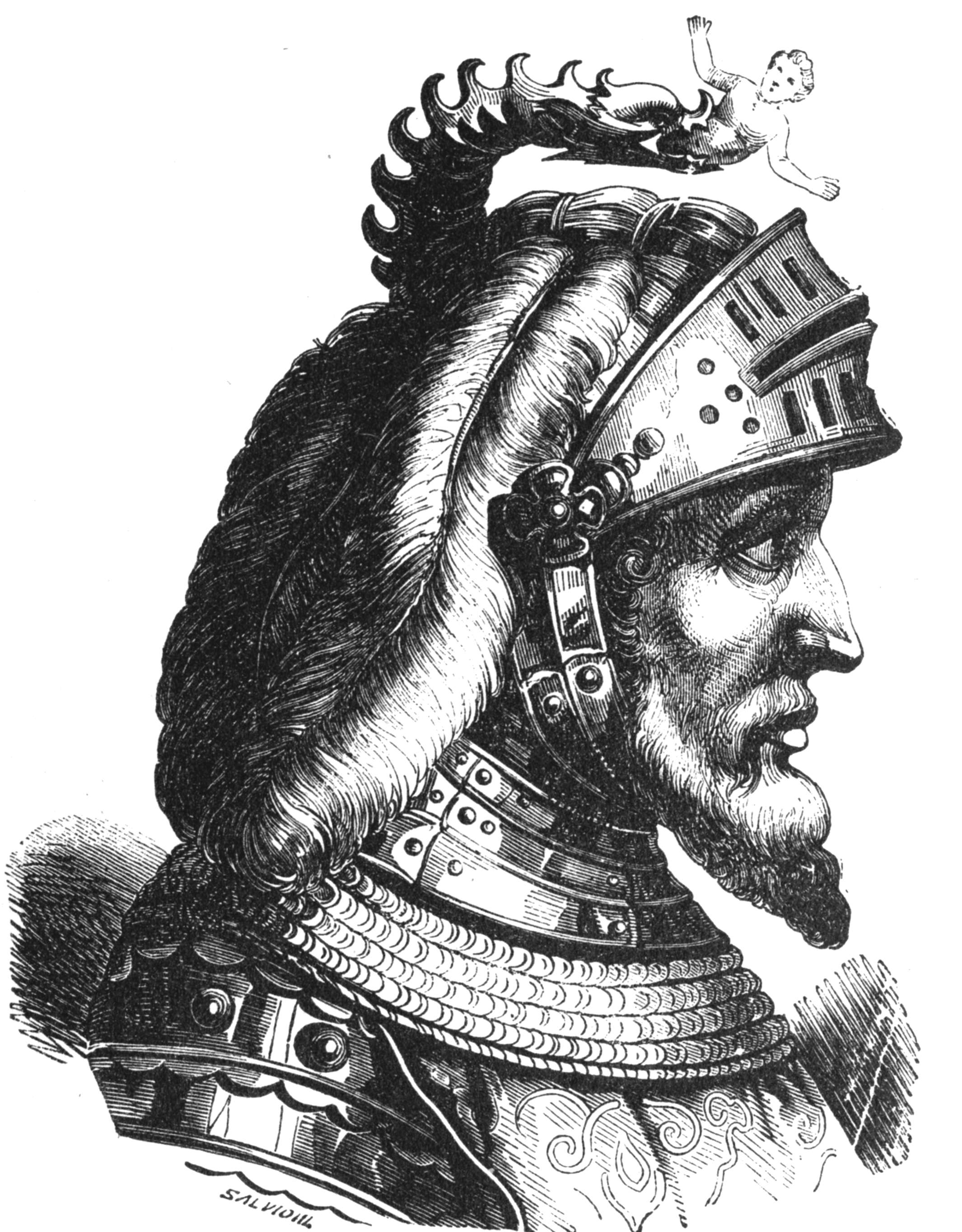
Lucchino
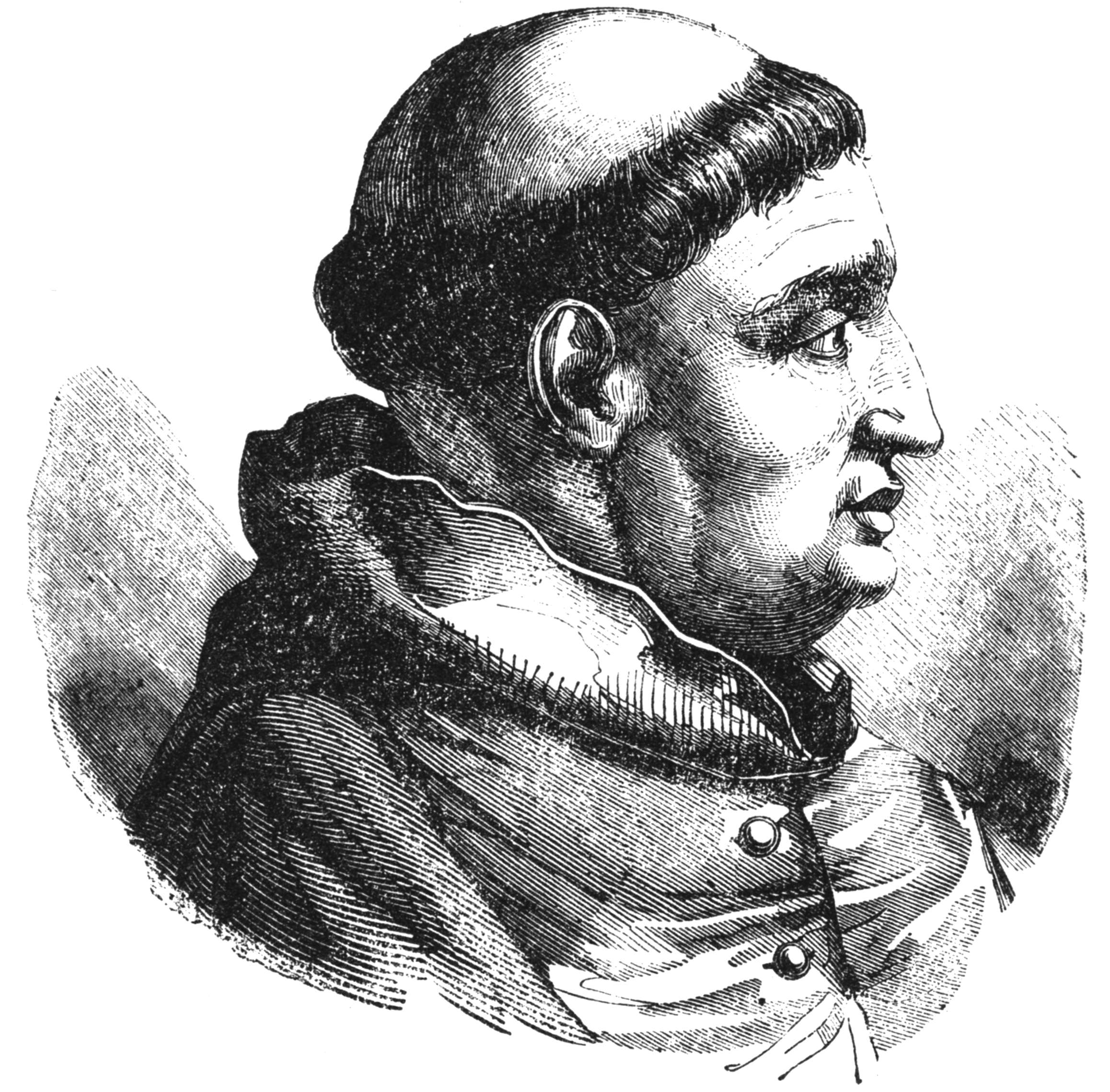
Giovanni
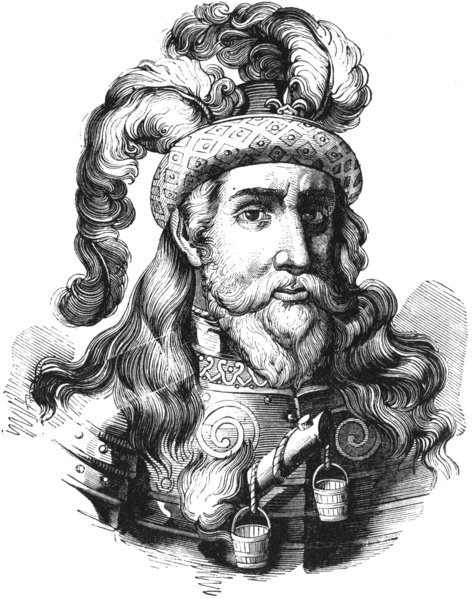
Galeazzo al II-lea
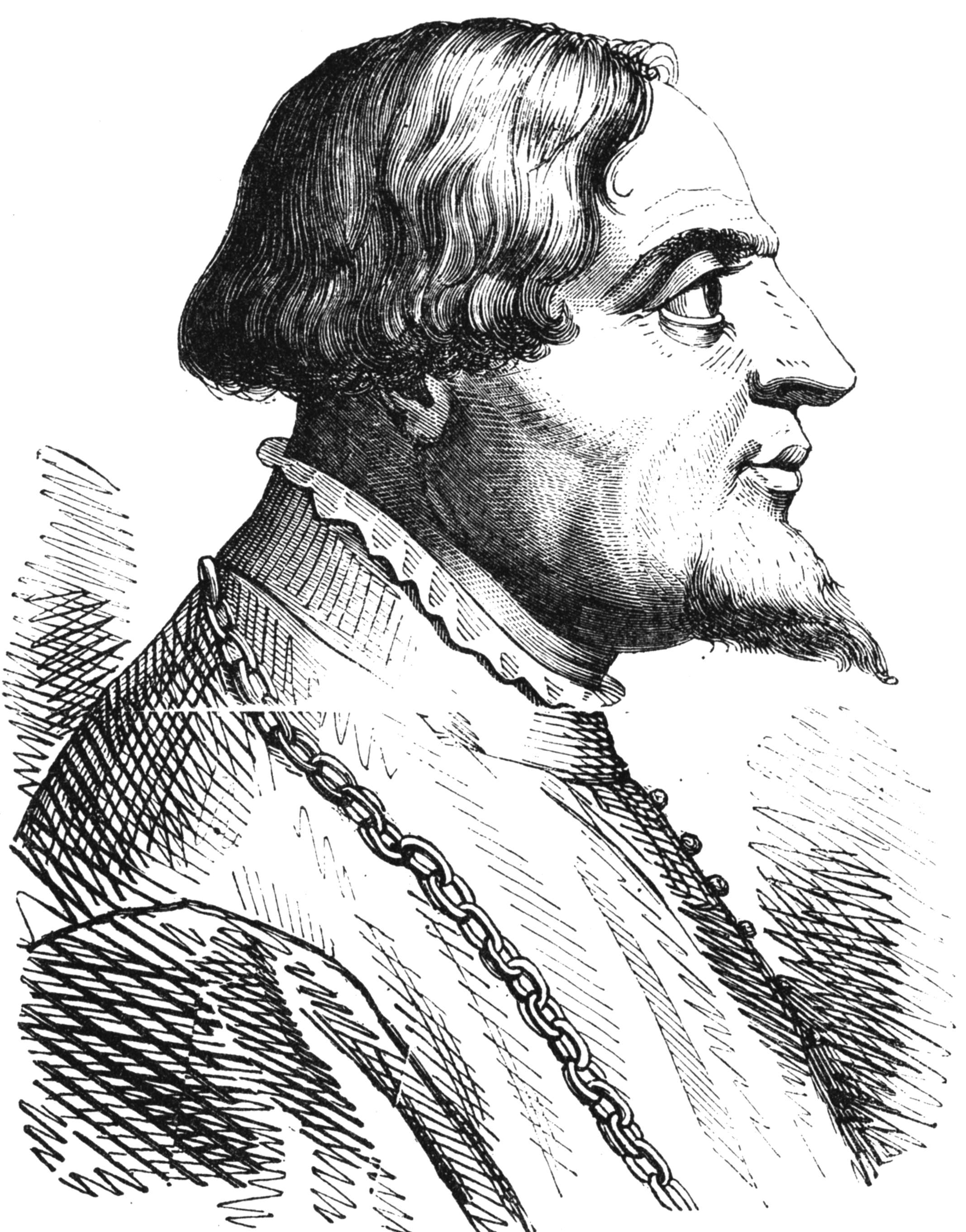
Gian Galeazzo
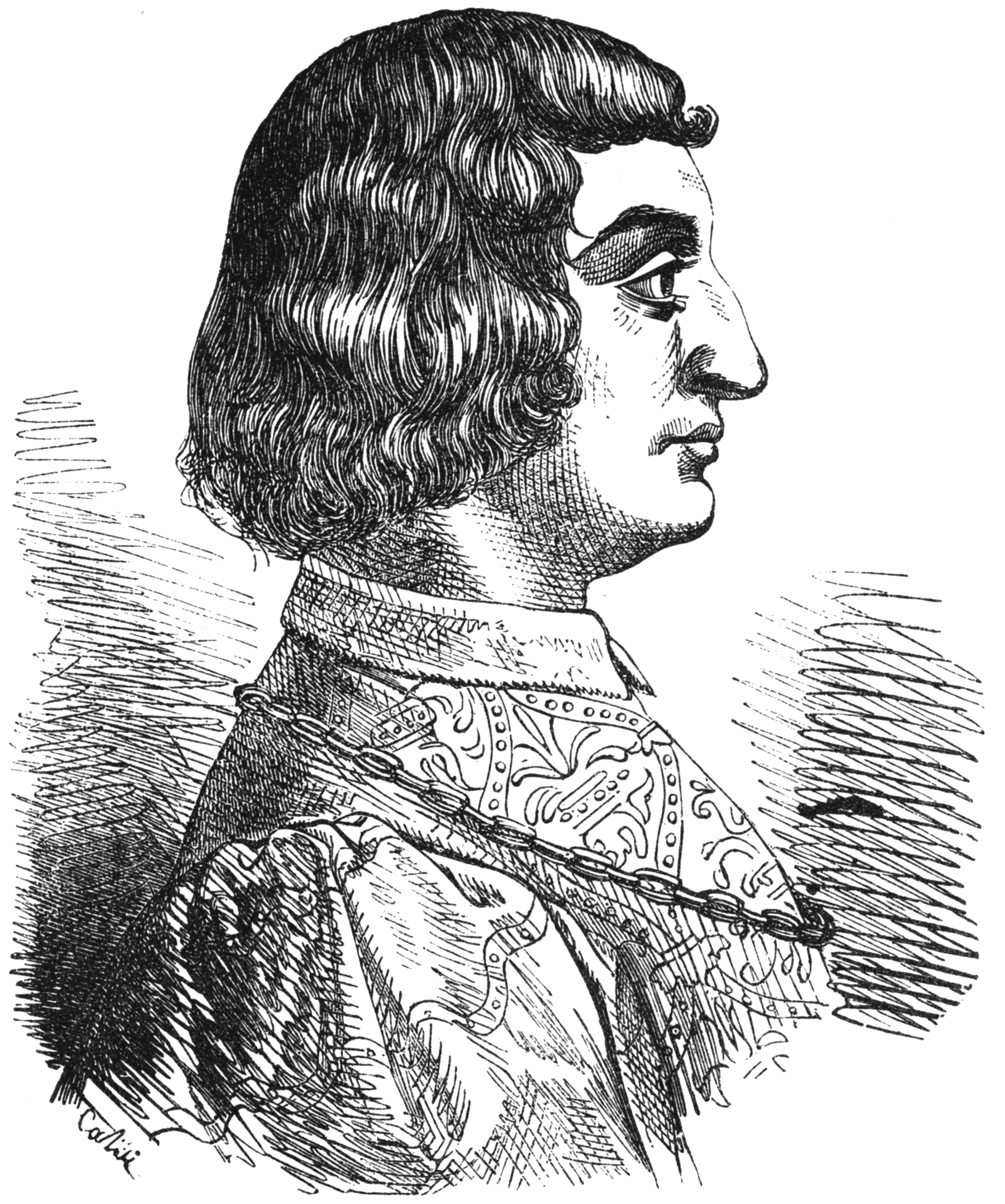
Giovanni Maria
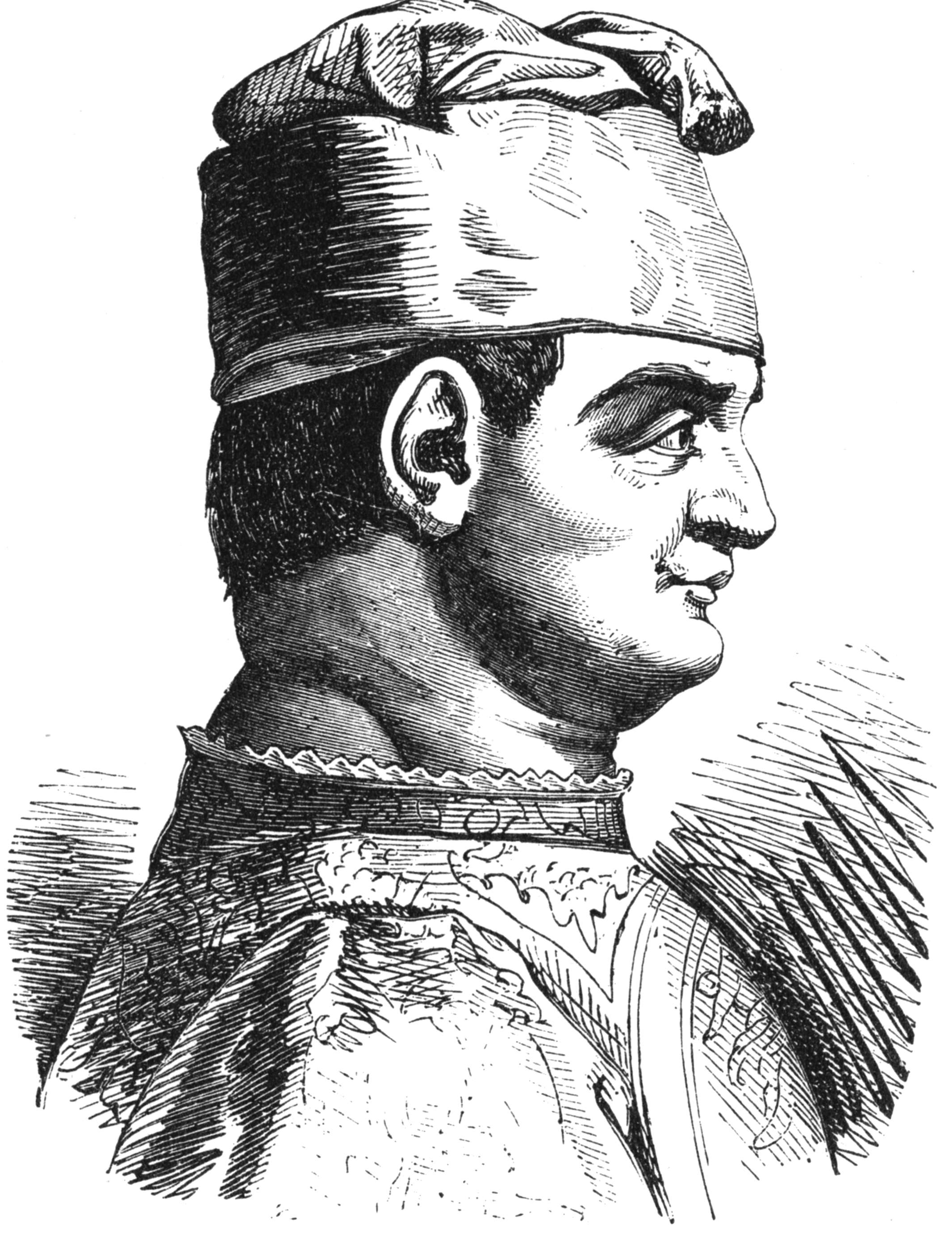
Filippo Maria
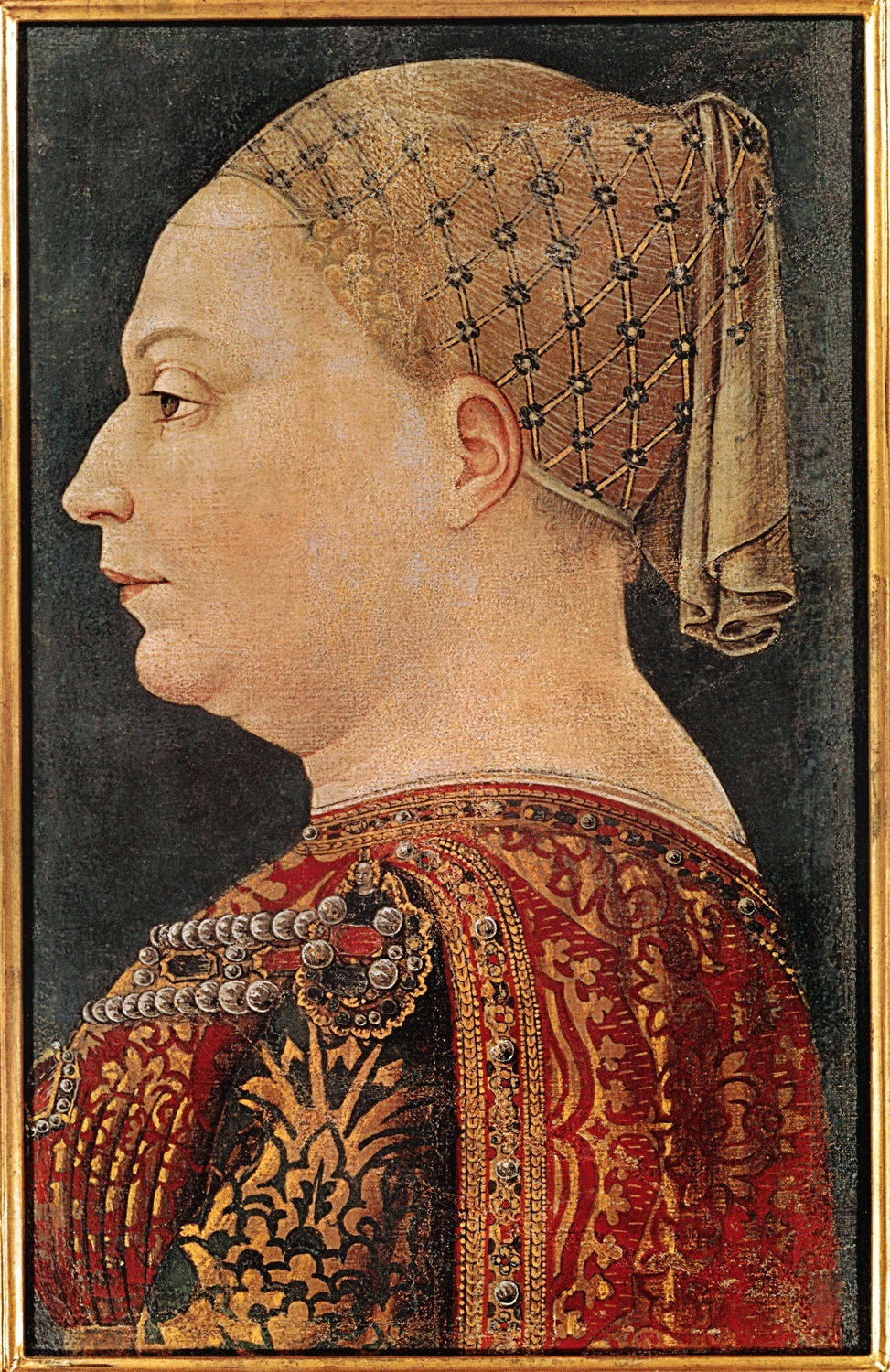
Bianca Maria